# Palmariales
Palmariales, red crvenih alga u razredu Florideophyceae. Dio je podrazreda Nemaliophycidae. Postoji 48 vrsta unutar četiri porodice. Ime je došlo od roda Palmaria.

## Porodice
1. Meiodiscaceae S.L.Clayden & G.W.Saunders, 9
2. Palmariaceae Guiry, 25
3. Rhodophysemataceae G.W.Saunders & J.L.McLachlan, 11
4. Rhodothamniellaceae G.W.Saunders, 3